# Terry Mancour
Terry Mancour, född 1968, är en amerikansk författare inom fantasy- och science fiction-genrerna, mest känd för bokserien Spellmonger. Hans verk har blivit populära bland fantasyfans och har uppmärksammats för sin djupa världsbyggnad, strategiska intrig och detaljerade magisystem.

## Biografi
Terry Mancour föddes i USA och har sedan ung ålder varit intresserad av litteratur och historieberättande. Han debuterade som författare på 1990-talet och har sedan dess skrivit både science fiction och fantasy, men det var med Spellmonger-serien som han fick sitt stora genombrott.

## Spellmonger-serien
Spellmonger-serien är en episk fantasyberättelse som kretsar kring en magiker vid namn Minalan och hans resa från att vara en enkel trollkarl till en inflytelserik ledare och strateg i en värld fylld av magi, krig och politiska intriger. Serien är känd för sitt rika persongalleri, komplexa magisystem och taktiska krigföringselement.
Bland de viktigaste böckerna i serien finns:
1. Spellmonger (2011)
2. Warmage (2012)
3. Magelord (2013)
4. Knights Magi (2014)
5. High Mage (2015)
6. Kingdoms of the Cursed (2017)
7. Enchanter (2018)
8. Necromancer (2019)
9. Thaumaturge (2020)

Serien har fått positiva recensioner för sitt innovativa sätt att kombinera klassisk high fantasy med inslag av strategi och militär taktik.

## Andra verk
Utöver Spellmonger har Mancour skrivit flera andra böcker, inklusive science fiction-romaner och noveller. Han har också bidragit till olika antologier inom genren.